# Mozambico ai Giochi paralimpici
Il Mozambico è presente ai Giochi paralimpici estivi dall'edizione che si tenne nel 2012 a Londra, in cui ha partecipato con 2 atleti nella disciplina dell'atletica leggera paralimpica. Da allora ha partecipato ad ogni edizione delle Paralimpiadi estive, vincendo la prima medaglia nel 2016, con la medaglia di bronzo dell'atleta Edmilsa Governo nei 400 metri piani T12. Non ha mai partecipato ai Giochi paralimpici invernali.

## Medagliere

### Giochi paralimpici estivi
| Giochi      | Oro | Argento | Bronzo | Totale | Pos. |
| ----------- | --- | ------- | ------ | ------ | ---- |
| Londra 2012 | 0   | 0       | 0      | 0      | -    |
| Rio 2016    | 0   | 0       | 1      | 1      |      |
| Tokyo 2020  | 0   | 0       | 0      | 0      | -    |
| Parigi 2024 | 0   | 0       | 0      | 0      | -    |
| Totale      | 0   | 0       | 1      | 1      |      |